# Rodenbeke
Rodenbeke ist eine wüst gefallene Siedlung bei Scharzfeld in Niedersachsen, die vermutlich zwischen dem 12. und 15. Jahrhundert bestanden hat. Die Wüstungsstelle liegt etwa 1,5 km südlich von Scharzfeld auf einer Ackerfläche am östlichen Hang des Kühle-Berges. 

## Geschichte
In einer Güterauflistung des Stiftes Quedlinburg aus dem Jahre 1425 wird ein Ort „Rodenbeke“ erwähnt. Danach besaß er 9 Hufe oder Hofstellen. Vom Namen her handelte es sich um einen beke-Ort, der auf eine Lage an einem Bach hinweist. Der Ortsname bedeutet in etwa roter Bach. Aus einer Urkunde aus dem Jahre 1541 ist bekannt, dass das bei Scharzfeld gelegene Dorf mit der Bezeichnung „Rodenbeck“ oder „Rombeck“ zu dieser Zeit bereits wüst war. Die ungefähre Lage der Siedlung ergab sich aus der Flurbezeichnung „Romeker Kirche“ auf einer Landkarte des Amtes Scharzfeld aus dem Jahre 1713.
Der genaue Standort der Wüstung ließ sich 1993 mit Hilfe der Luftbildarchäologie lokalisieren. Bei einer Befliegung zeichnete sich in einem Feld eine markante Gebäudekontur mit einem umgebenden Kreisgraben ab. Auf dem Feld fanden sich bei Begehungen blaugraue Scherben von Keramikgefäßen, die sich ins 12. bis 15. Jahrhundert datieren ließen, sowie Dachziegelreste und Mörtelstücke. Flächige Schwarzfärbungen im Erdboden sowie Funde von rot gebranntem Lehm und Holzkohle ließen den Schluss zu, dass das Dorf zumindest teilweise abgebrannt ist.

## Ausgrabung
Nachdem Pläne der Unternehmensgruppe Rheinkalk zur Ausweitung ihrer Scharzfelder Betriebsfläche bis auf die Wüstungsstelle bekannt wurden, erfolgte im Jahr 2012 eine mehrmonatige Rettungsgrabung. Sie fand nach einer vorherigen geomagnetischen Prospektion auf einer Fläche von vier Hektar statt und wurde von einem Grabungsunternehmen durchgeführt. Bei der Ausgrabung der im Luftbild erkannten Gebäudestruktur wurden die Fundamente eines Kirchengebäudes freigelegt. Sie hatten eine Stärke von rund einem Meter und bestanden aus großformatigen, fast quadratischen Dolomitblöcken von bis zu 50 cm Kantenlänge. Die Kirche wies bei einer Länge von 20 Meter und einer Breite von 8 Meter eine Innenfläche von etwa 80 m² auf. Sie bestand aus drei Gebäudeteilen aus drei unterschiedlichen Bauphasen. Beim fast quadratischen Westbau könnte es sich um den Kirchturm gehandelt haben. Dem schloss sich ein rechteckiger Saalbau an, an den eine halbkreisförmige Apsis angefügt war. Dies stellt die Bauform einer romanischen Dorfkirche in der Art einer Apsissaalkirche dar. Die in starker Hanglage gelegene Kirche umgab ein Bodenpflaster aus Dolomit und Flusskiesel, das offenbar die Fundamente vor abschüssigem Wasser schützen sollte. Der Kirchenbau stand in einem markierten Kirchbezirk von etwa 50 Metern Durchmesser, der von einem Kreisgraben umgeben war. Nach Aufgabe der Siedlung ist das Steinmaterial der Kirche abgetragen und vermutlich für Bauzwecke an anderen Orten verwendet worden.
Außerhalb des Kirchbezirks wurden im Erdboden die Reste von fünf Gebäuden entdeckt, darunter zwei Wohnhäuser. Bei ihnen handelte es sich um Fachwerkbauten in Ständerbauweise, die aus Holz, Flechtwerk und Lehm bestanden. Sie gruppierten sich anscheinend um ein größeres Wohnhaus, das unter einer Brandschicht lag. Es verfügte über einen Keller. In ihm wurden unter anderem ein Kugeltopf und eine Pilgerflasche gefunden. Im früheren Siedlungsbereich fanden sich die Reste eines Backofens, der wegen seiner Größe vermutlich gemeinschaftlich genutzt wurde.
Zwischen dem Kirch- und dem Siedlungsbereich befindet sich eine Bodensenke, in der sich eine mit Steinen befestigte Fläche mit Keramikscherben und Hufeisen fand. Beim Freilegen des Bodens durch die Archäologen trat hier ständig Wasser aus, so dass es sich um eine Quelle gehandelt haben könnte, was den Ortsnamen als roter Bach erklären würde.
Die Archäologen vermuten den Entstehungszeitpunkt von Rodenbeke und seiner Kirche im 11. Jahrhundert. Den Zeitraum der Aufgabe der Siedlung sehen sie zwischen 1425 und 1541.